# Titularbistum Entrevaux
Entrevaux (frz. Évêché de Glandèves) ist ein Titularbistum der römisch-katholischen Kirche.
Es geht zurück auf einen Bischofssitz in der Stadt Entrevaux, die sich in der französischen Region Provence-Alpes-Côte d’Azur befindet. Das Bistum Entrevaux war dem Erzbistum Marseille als Suffraganbistum unterstellt.
| Titularbischöfe von Entrevaux |               |               |                  |     |
| Nr.                           | Name          | Amt           | von              | bis |
| 1                             | Jean Laffitte | Kurienbischof | 22. Oktober 2009 |     |